# Arbre de l'année

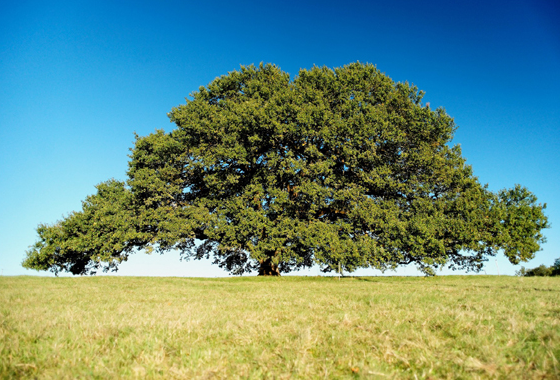
Chêne de Tombebœuf (Lot-et-Garonne), arbre de l'année 2019

Le concours de l'Arbre de l'année est organisé chaque année  en France par Terre sauvage et l'Office national des forêts en partenariat avec l'association A.R.B.R.E.S, la Ligue pour la protection des oiseaux (LPO), l'agence des espaces verts de la région d'Île-de-France, Ushuaïa TV et l'Arbre vert, organisation caritative nationale de conservation. Ce concours, organisé depuis 2011, récompense les plus beaux arbres du patrimoine naturel français. L'arbre élu chaque année participe ensuite, comme représentant de la France, au concours de l'Arbre européen de l'année.

## Lauréats 2024
Pour l'année 2024, trois prix ont été décernés :
- Prix du jury : le chêne de Pont-sur-Seine (Grand Est) ;
- Prix du public : le chêne de Saint-Maurice, à Clohars-Carnoët (Bretagne) ;
- Prix « coup de cœur » : le chêne de la Reine Jeanne, Vence Provence-Alpes-Côte D'Azur (Alpes Maritimes).